# İpsala
İpsala (griechisch Κύψελα, Kypsela) ist eine türkische Kreisstadt in Ostthrakien in der Provinz Edirne an der türkisch-griechischen Grenze. İpsala ist zugleich der Name des Landkreises (İlçe). Die Stadt liegt etwa 78 Kilometer (105 Straßenkilometer) südlich von Edirne. Verkehrstechnisch ist sie durch die E 84, türkische Straße D 110 (Keşan-Silivri) angebunden.

## Landkreis
Der Kreis liegt im südlichen Teil der Provinz und grenzt im Nordwesten an den Kreis Meriç, im Norden an den Kreis Uzunköprü, im Osten an den Kreis Keşan sowie im Süden an den Kreis Enez. Der Fluss Meriç (neu griechisch Evros, antik. griechisch Evros) bildet die Grenze zum Nachbarland Griechenland. Die Flussdeltalandschaft bei İpsala ist hauptsächlich durch Reisfelder geprägt. Wegen ihres reichen Vogelbestandes ist sie als Jagdgebiet beliebt.
Der Grenzübergang von İpsala ist der größte Übergang nach Griechenland. Ein Großteil des Warenaustausches zwischen Europa und der Türkei findet dort statt. In den 1990er Jahren wurde begonnen, den Grenzübergang zu modernisieren. Die Grenze kann nur per Fahrzeug und nicht zu Fuß überschritten werden.
Der Landkreis entstand bereits in osmanischer Zeit. Er besteht neben der Kreisstadt (mit etwa einem Drittel der Landkreisbevölkerung; 2020: 31,81 %) aus zwei weiteren Gemeinden (Belediye): Esetçe mit 2205 und Yenikarpuzlu mit 3062 Einwohnern. Des Weiteren existieren noch 19 Dörfer (Köy) mit durchschnittlich 684 Bewohnern. Das ist die höchste Durchschnittszahl aller Kreise der Provinz. Fünf Dörfer (Köy) haben mehr als tausend Einwohner:
- Aliçopehlivan (1866)
- Sultan (1201)
- İbriktepe (1132)
- Hacı (1090)
- Koyuntepe (1020)

Das Ende 2017 noch bestehende Dorf Ahır (2017: 317 Einwohner) ist seit 2018 unter dem Namen Fatih ein Mahalle der Kreisstadt (2020: 285 Einwohner).
Ende 2020 lag İpsala mit 26.796 Einwohnern auf dem 4. Platz der bevölkerungsreichsten Landkreise in der Provinz Edirne. Die Bevölkerungsdichte liegt mit 36 Einwohnern je Quadratkilometer unter dem Provinzdurchschnitt (66 Einwohner je km²).

## Geschichte
Die Anfänge der Stadt Kypsela sind nicht ganz geklärt, wobei zumindest der Name griechischen Ursprungs ist. Im 4. und 3. Jahrhundert vor Christus war die Stadt zudem zeitweise Residenz einiger thrakischer Herrscher. Zu dieser Zeit begann man in Kypsela auch mit der Münzprägung. Die Stadt lag direkt an einer wichtigen Verkehrsverbindung, der späteren Via Egnatia, welche Rom mit Konstantinopel verband.
353 v. Chr. schlugen hier die Athener unter Chares ein makedonisches Heer unter Adaios in der Schlacht von Kypsela.
188 v. Chr. fand in der Nähe der Stadt ein Überfall thrakischer Stämme auf ein von Konsul Gnaeus Manlius Vulso geführtes römisches Heer statt. Das römische Heer befand sich auf dem Rückmarsch aus einem Krieg und war mit Beute reich beladen. Bei dem Überfall fand auch der frühere Konsul Quintus Minucius Thermus den Tod.
1356 begann unter Murat I. die osmanische Herrschaft.
Nach der griechischen Niederlage im Griechisch-Türkischen Krieg 1922 wurde die Bevölkerung im Rahmen des Bevölkerungsaustauschs zwischen Griechenland und der Türkei nach Griechenland zwangsumgesiedelt.

## Bekannte Söhne und Töchter
- Fan Noli (1882–1965), Gründer der albanisch-orthodoxen Kirche
- Recep Gürkan (* 1964), Parlamentarier und Oberbürgermeister von Edirne